# ورین واچاگان
ورین واچاگان (ارمنی: Վերին Վաչագան) یک شهرک در ارمنستان است که در استان سیونیک واقع شده‌است.  در  کیلومتری جنوب کاپان، مرکز استان سیونیک واقع شده است.

## خصوصیات
ورین واچاگان  نفر جمعیت دارد و در ارتفاع  متر بالاتر از سطح دریا قرار گرفته‌است.